# Alden (eiland)
Alden is een eiland in de gemeente Askvoll, Vestland in Noorwegen. Het eiland ligt aan de monding van de fjord Dalsfjorden, zo'n 2 kilometer ten oosten van het eiland Værlandet en 5 kilometer ten oosten van het eiland Atløy. Alden heeft een oppervlakte van 3,4  km² en wordt gedomineerd door de 480 meter hoge berg Norskehesten. Deze berg zorgt ervoor dat enkel het zuidelijk deel van het eiland bewoonbaar is. Het eiland is enkel bereikbaar per boot, en er is geen vaste veerdienst. De dichtstbijzijnde veerdienst gaat vanaf Askvoll op het vasteland naar het eiland Værlandet.